# Macrobrachium villalobosi
Macrobrachium villalobosi är en kräftdjursart som beskrevs av Hobbs 1973. Macrobrachium villalobosi ingår i släktet Macrobrachium och familjen Palaemonidae. Inga underarter finns listade i Catalogue of Life.